# Carige bicuspis
Carige bicuspis är en fjärilsart som beskrevs av Louis Beethoven Prout 1931. Carige bicuspis ingår i släktet Carige och familjen mätare. Inga underarter finns listade i Catalogue of Life.